# منزل مغزال
منزل مَغْزَال (بالإسبانية: Masamagrell)‏ هي بلدية في منطقة بلنسية في إسبانيا.